# Rue de l'Hôtel-de-Ville (Paris)
La rue de l'Hôtel-de-Ville est une voie, ancienne, du 4e arrondissement de Paris, en France.

## Situation et accès

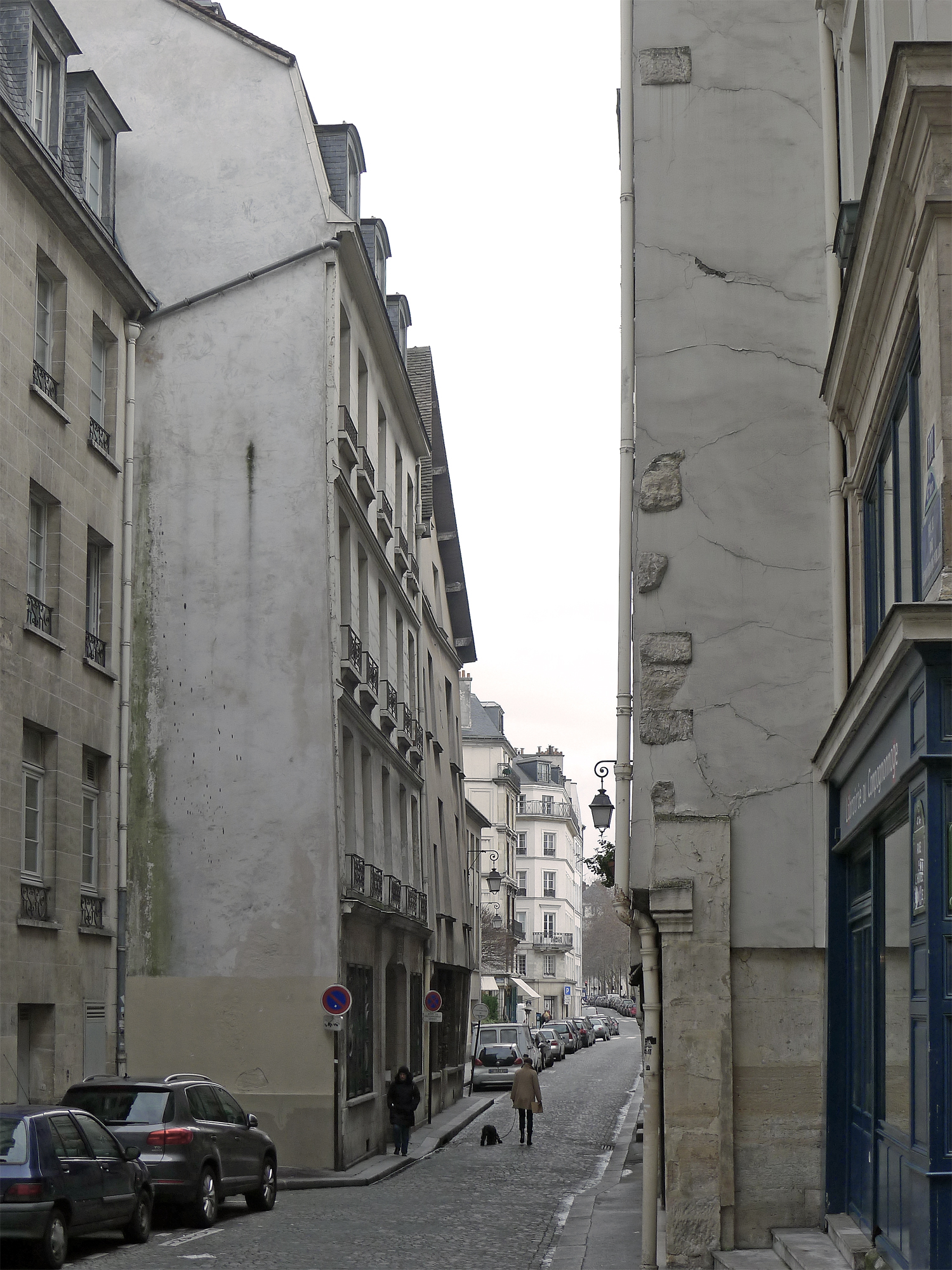
Rue vue depuis la rue de Brosse.

La rue de l'Hôtel-de-Ville, d'une longueur de 446 m, est orientée globalement est-ouest, dans le 4e de Paris. Elle débute à l'est au niveau des rues du Fauconnier et du Figuier, à côté de l'hôtel de Sens, et se termine au 2, rue de Brosse.
Outre ces voies, la rue de l'Hôtel-de-Ville est rejointe ou traversée par plusieurs rues ; d'est en ouest :
- nos 8-10 : rue des Nonnains-d'Hyères
- en face des nos 10 à 28 : bordée par la place du Bataillon-Français-de-l’ONU-en-Corée
- nos 28-50 : rue Geoffroy-l'Asnier
- en face des nos 50 à 60 : bordée par la place Marie-Claude-Vaillant-Couturier
- nos 60-62 : rue du Pont-Louis-Philippe
- no 62 : rue des Barres

La rue est parallèle au quai de l'Hôtel-de-Ville, juste au sud.

## Origine du nom
Ainsi dénommée, depuis 1835, parce que cette voie, alors dénommée « rue de la Mortellerie », débouchait en face de l'hôtel de ville de Paris.

## Historique
Cette voie existait en 1212, d'abord sous le nom de « rue de la Foulerie », en raison de la présence de nombreux foulons qui y étaient établis, ensuite de « rue de la Mortellerie ». C'était la rue principale d'un bourg de pêcheur et de bateliers qui était situé sur le flanc sud du monceau Saint-Gervais. C’était la voie la plus proche de la Seine. Les processions religieuses l’empruntaient pour se rendre de Notre-Dame à l’église Saint-Paul-des-Champs.
Dès le XIIIe siècle, de nombreux maçons s’installent dans cette rue, principalement des morteliers qui désigne le fabricant d'auges de pierre qu'on appelle « mortiers » et ensuite celui qui brise et réduit des pierres dures en poussière pour en faire du ciment. Cette activité nécessite une forte consommation d’eau et la proximité avec la Seine est ici très pratique pour eux. La rue prend donc le nom de « rue de la Mortellerie ».
Les frères Lazare indiquent que quelques auteurs prétendent que cette dénomination lui avait été donnée en raison des meurtres qui s'y commettaient la nuit.

Sauval pense qu'elle doit ce nom à un des ancêtres de Richard le Morlelier, bourgeois de Paris, qui y demeurait en 1348.

Selon Jaillot, mortelier, en vieux langage, signifie « maçon », celui qui fait le mortier, car cette rue a été habitée par ces ouvriers.
Elle est citée dans Le Dit des rues de Paris de Guillot de Paris sous le nom de « rue la Mortelerie » dans les rimes plates :
Je ving en la Mortelerie,

Où a mainte tainturerie.
Elle est mentionnée, en 1232, comme lieu-dit, « Mortaria », qui pourrait signifier «  lieu ensablé et plein d’eau ».
Elle porta le nom de « rue de la Mortelleria » et « rue de la Morterelia » en 1264, puis « rue de la Mortelière », « rue de la Morteillerie ».
Elle est citée sous le nom de « rue de la Mortellerie » dans un manuscrit de 1636.
Une décision ministérielle du 13 thermidor an VI (31 juillet 1798), signée François de Neufchâteau, fixe la largeur de cette voie publique à 7 mètres. Cette largeur est portée à 10 mètres, en vertu d'une ordonnance royale du 29 mai 1830.
Au XIXe siècle, cette rue, alors appelée jusqu'en 1835 « rue de la Mortellerie », d'une longueur de 526 mètres, qui était située dans l'ancien 9e arrondissement, commençait au 3, rue de l'Étoile et 1, rue du Figuier et finissait place de l'Hôtel-de-Ville puis aux 2-4, rue de Lobau.

Les nos 1 à 21 et 2 à 6 étaient dans le quartier de l'Arsenal.

Les nos 23 à 155 et 8 à 56 étaient dans le quartier de l'Hôtel-de-Ville.

Les numéros de la rue étaient rouges. Le dernier numéro impair était le no 155, et le dernier numéro pair était le no 156.
En 1832, la population de la rue de la Mortellerie fut décimée par un fléau redoutable qui porta le trouble et la désolation dans Paris. Du mois de mars au mois de septembre, soit durant 189 jours, le choléra-morbus enleva près de 18 500 habitants de la capitale. Le quartier de l'Hôtel-de-Ville fut un de ceux où cette horrible maladie exerça ses plus cruels ravages. Sur une population de 12 740 personnes, on compta 671 décès, soit 53 pour 1 000. La rue de la Mortellerie, seule, perdit 304 habitants sur 4 688, soit 64 pour 1 000.
Elle reçoit la dénomination de « rue de l'Hôtel-de-Ville », à la suite d'une décision ministérielle du 16 février 1835.
En 1837, pour faciliter l'agrandissement de l'hôtel-de-ville et de l'ouverture de la rue de Lobau la chapelle des Haudriettes et 21 maisons de cette rue sont démolies.
En juin 1848 la rue fut le théâtre d'un combat sanglant immortalisé par un tableau d'Ernest Meissonier : La Barricade, rue de la Mortellerie, juin 1848.
Afin de pouvoir permettre la construction de la caserne Lobau et de la rue Lobau, la partie de la rue de l'Hôtel-de-Ville comprise entre les rues de Brosse et de Lobau a été supprimée à la suite d'un décret du 29 septembre 1854 ainsi que :
- la rue Pernelle
- la rue de la Levrette
- la rue du Tourniquet-Saint-Jean

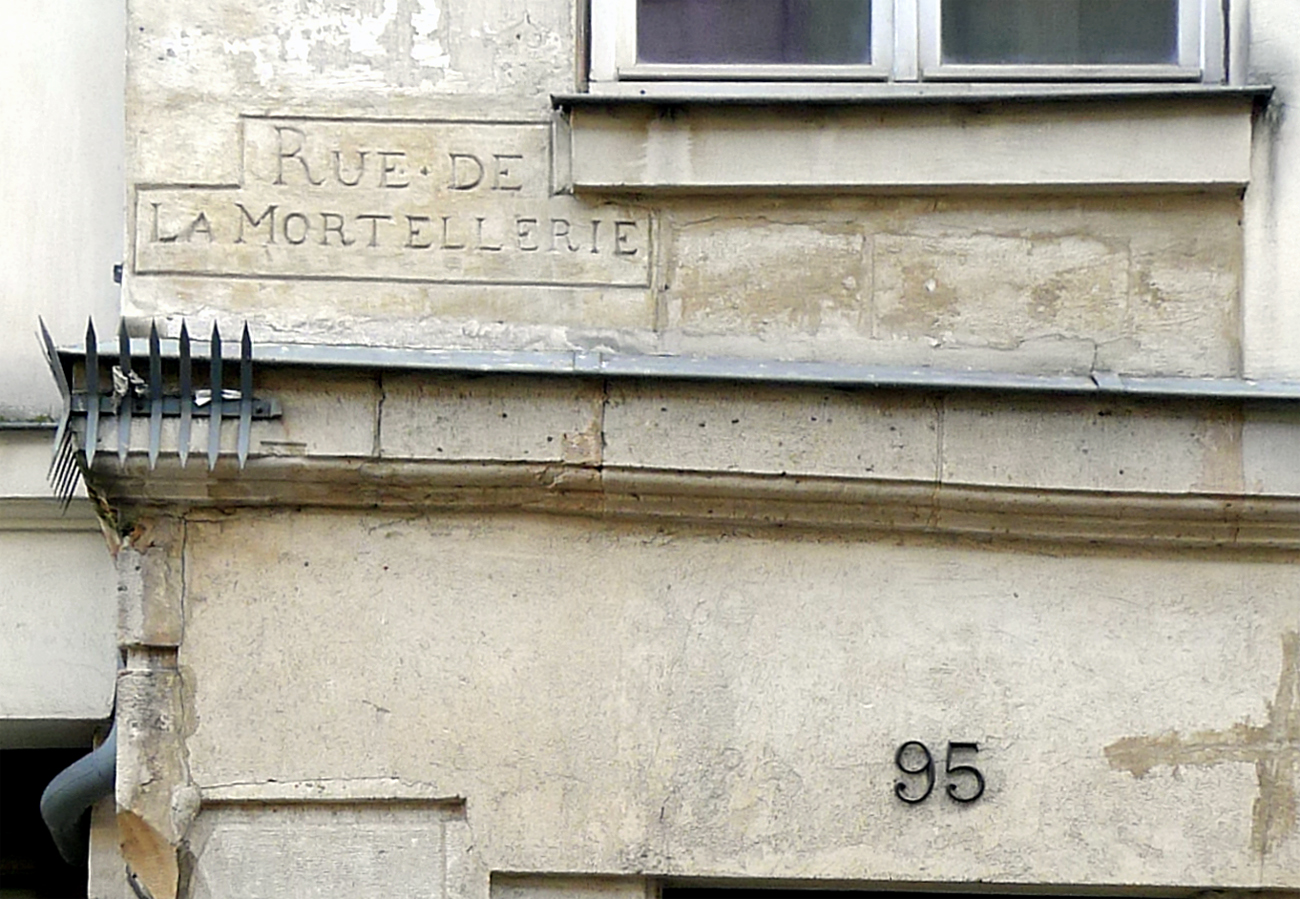
No 95, ancienne inscription : « rue de la Mortellerie ».
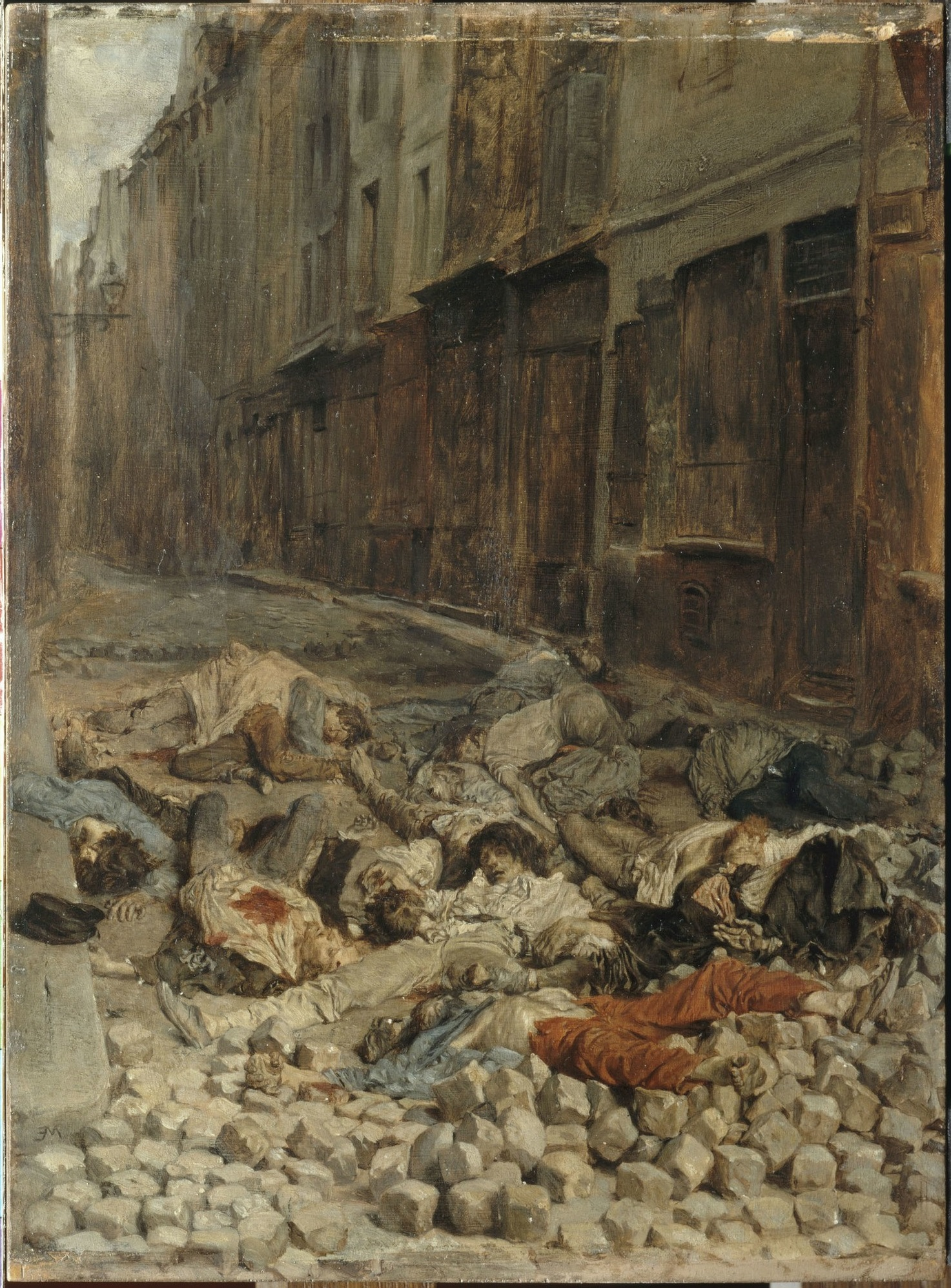
Tableau de Messonnier : La Barricade, rue de la Mortellerie, juin 1848, dit aussi Souvenir de guerre civile.
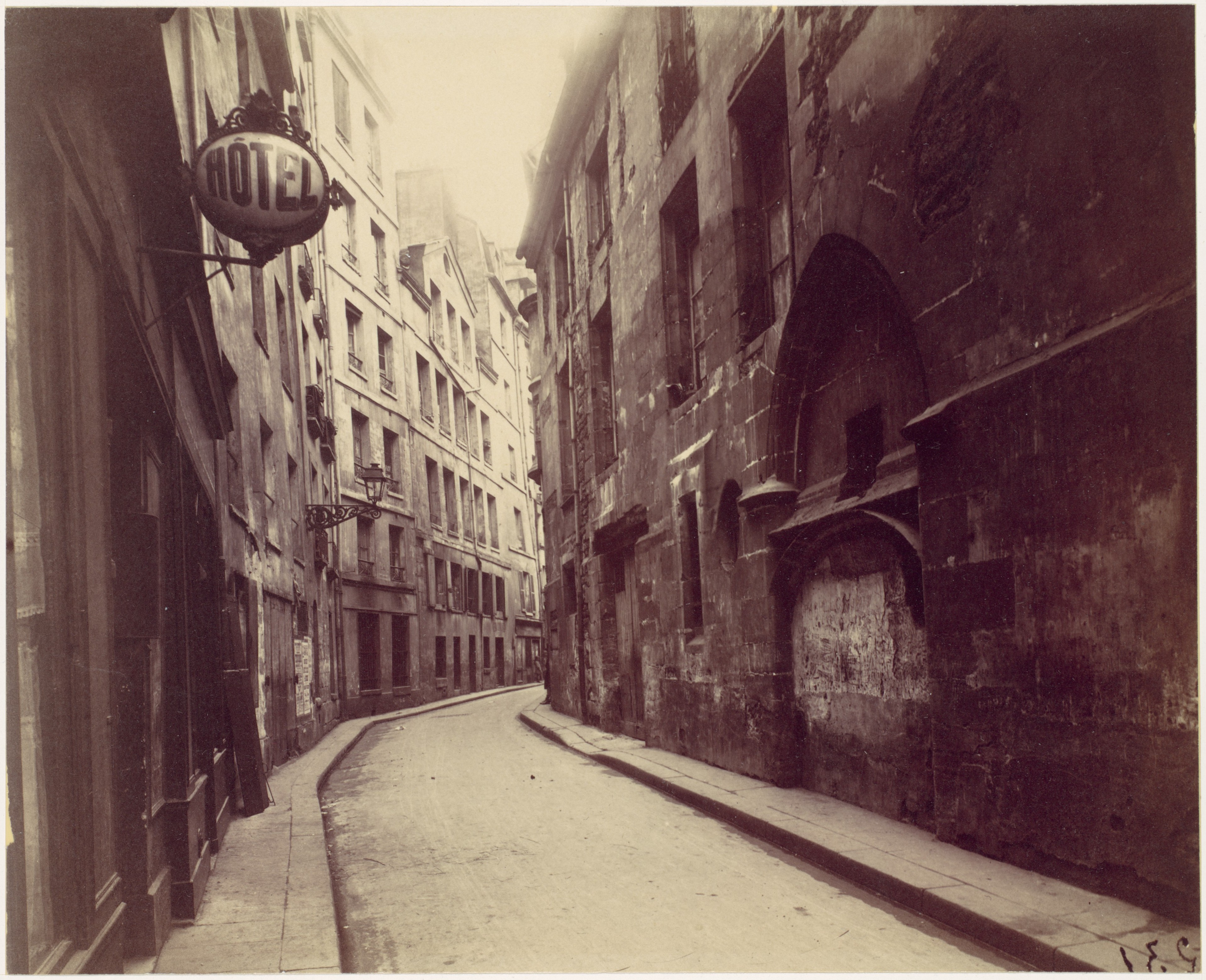
Rue au niveau de l'hôtel de Sens (photo Eugène Atget, vers 1900).

Le 30 mars 1918, durant la première Guerre mondiale, un obus lancé par la Grosse Bertha explose au no 20 rue de l'Hôtel-de-Ville.
La partie sud de la rue a été en grande partie démolie après la Grande Guerre, dans la résorption de l'îlot insalubre no 16, faisant ainsi disparaitre des petites rues qui la reliait au quai de l'Hôtel-de-Ville :

Démolition de l'îlot 16
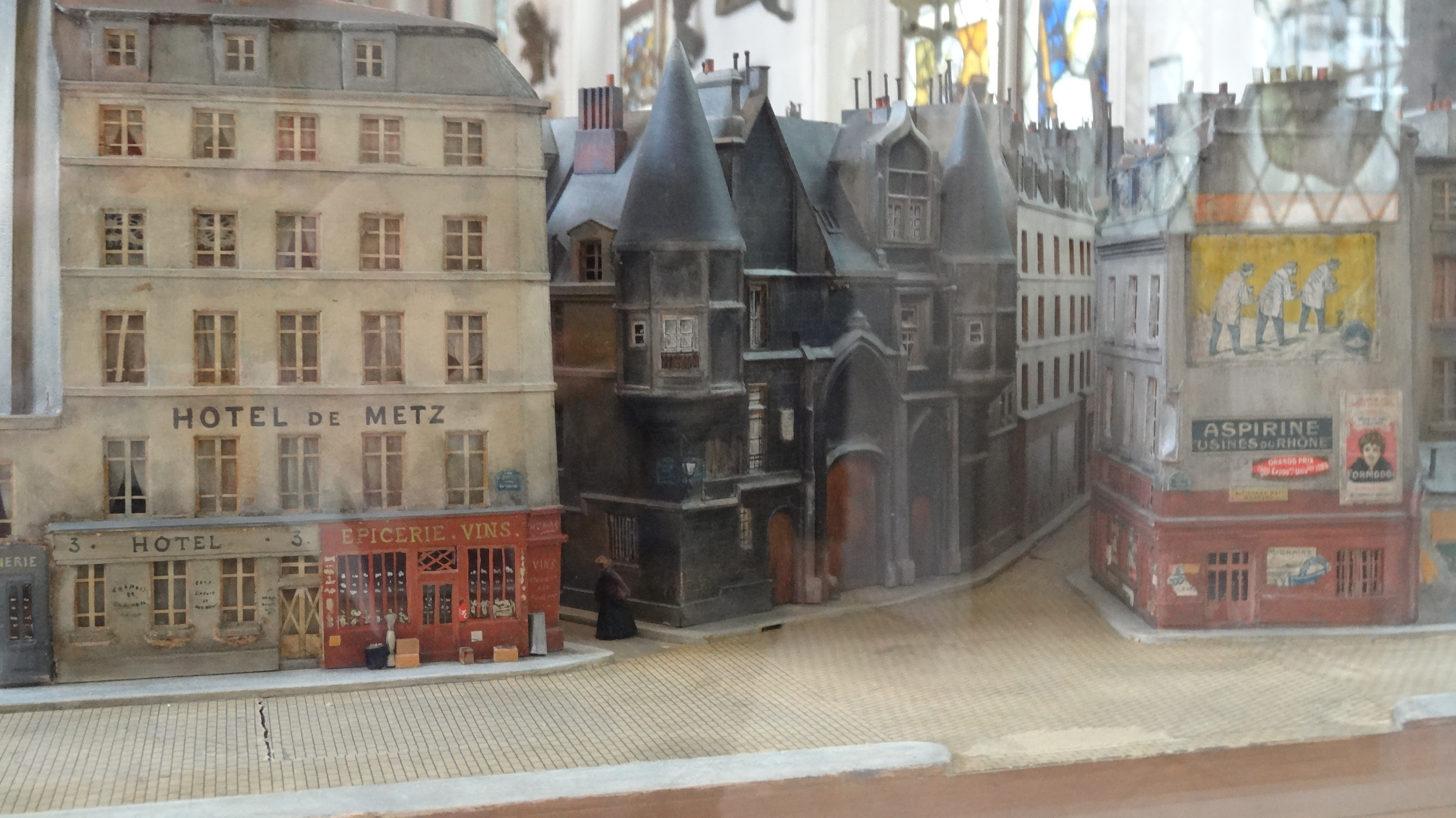
Maquette de l'îlot insalubre n°16 autour de l'Hôtel de Sens vers 1920.
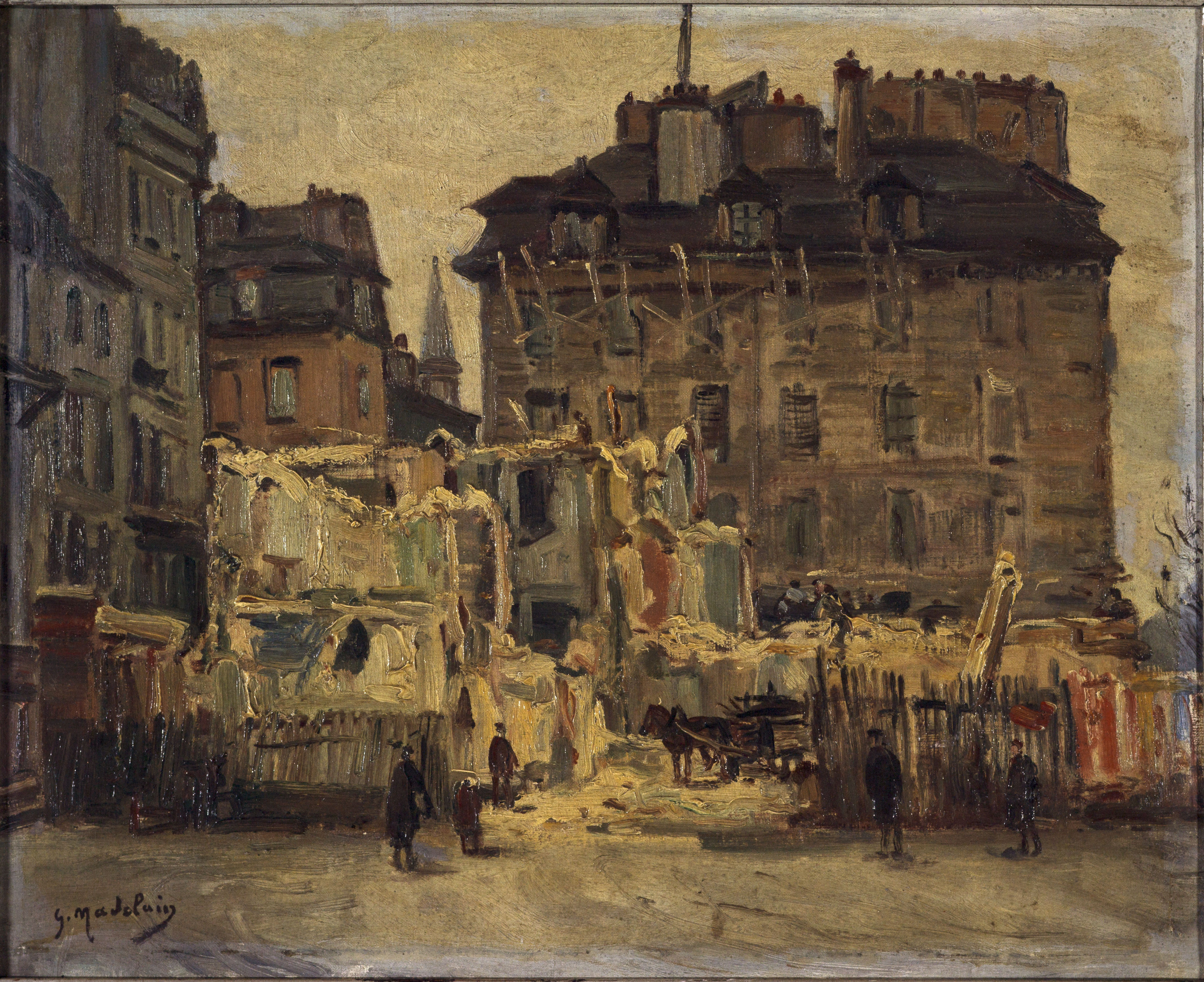
Démolition de la rue de l'Hôtel-de-Ville, angle de la rue des Nonnains-d'Hyères (1933) - Gustave Madelain, musée Carnavalet.

- la rue de la Masure qui datait du XVIe siècle
- la rue du Paon-Blanc très étroite et également du XVIe siècle
- la rue Frileuse
- la ruelle des Trois-Maures
- la rue des Haudriettes

Vues de la rue en 1981
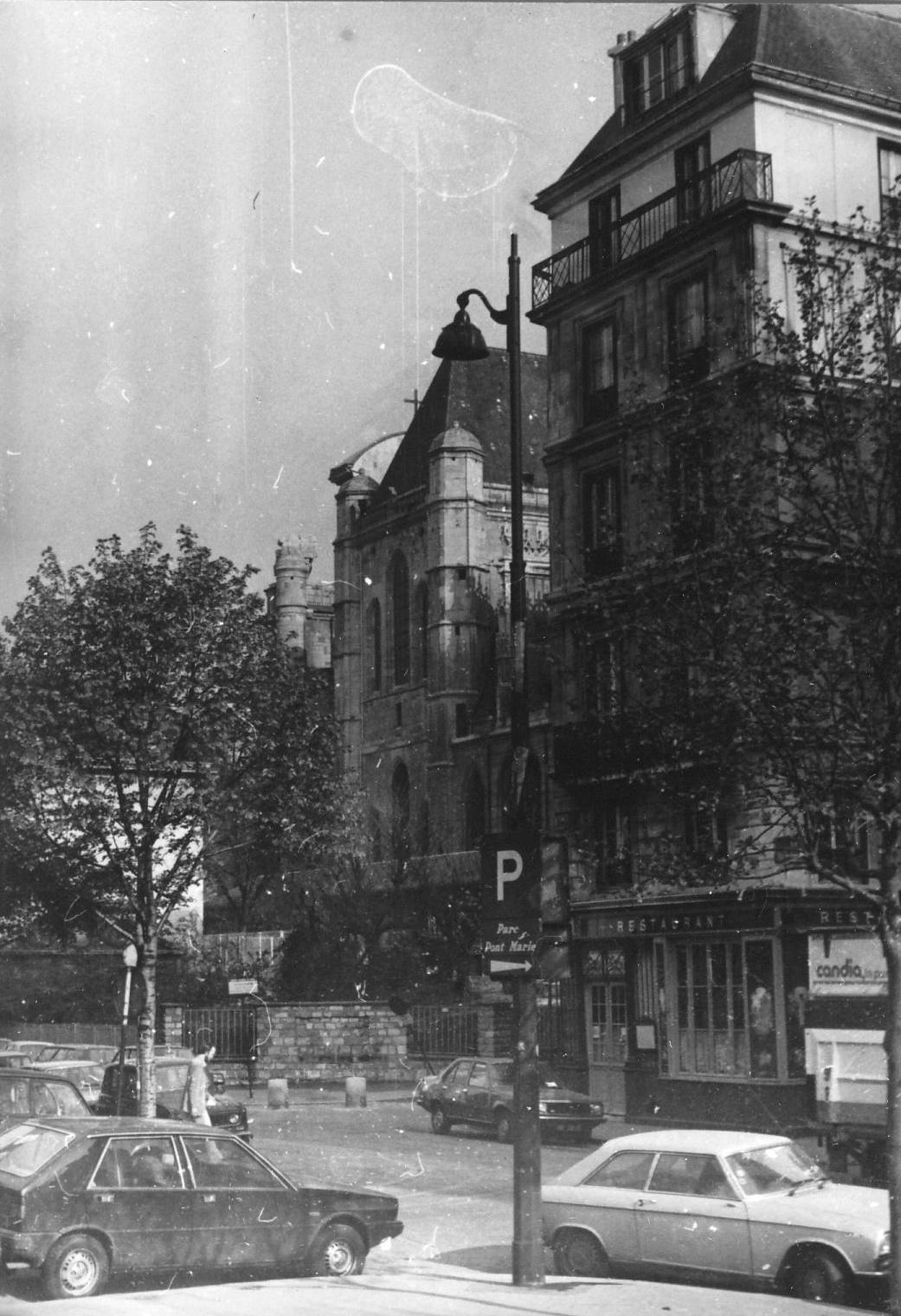
Rue de l'Hôtel-de-Ville, Saint-Gervais, Chez Julien.
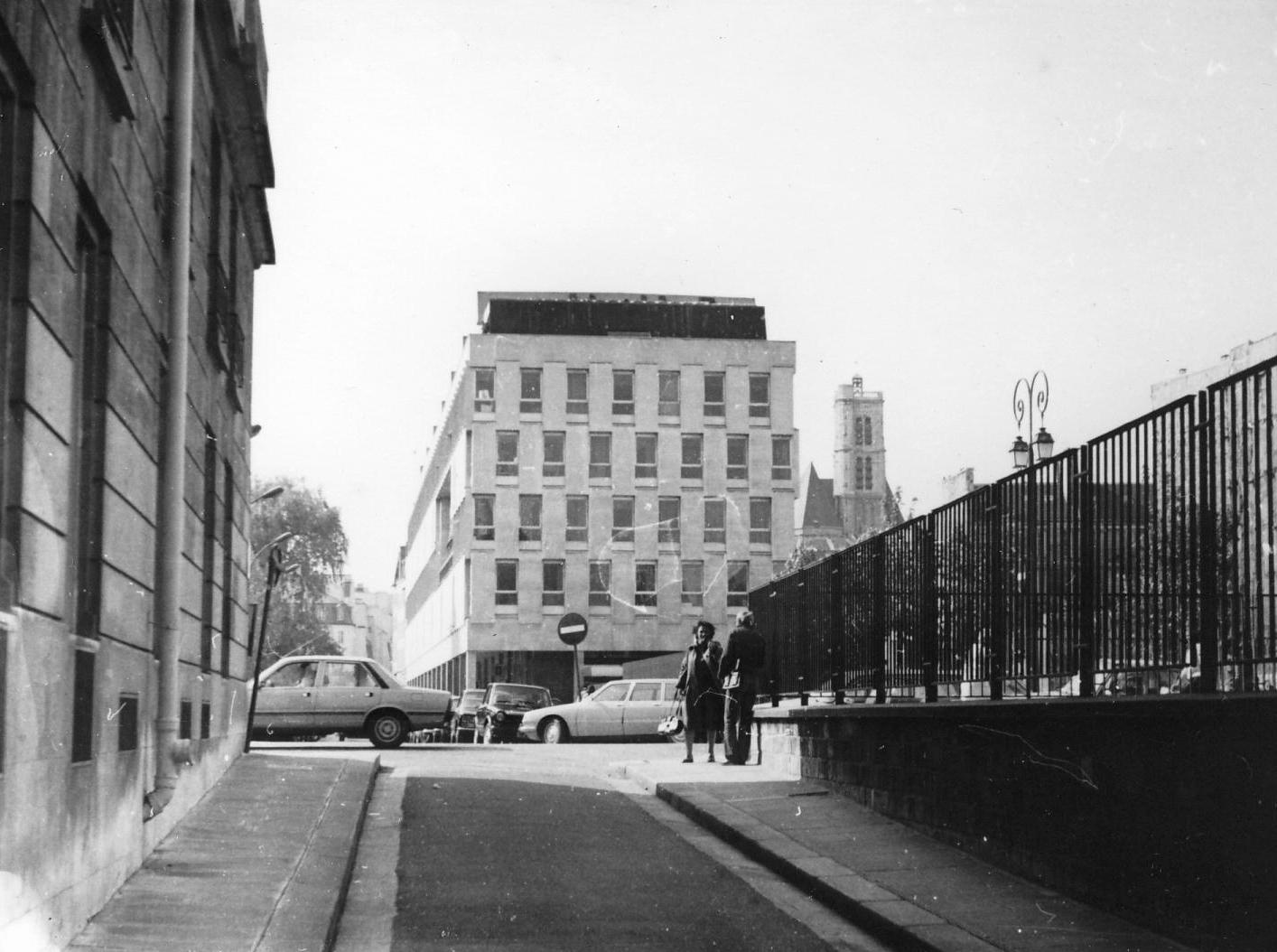
Cité internationale des arts.

## Bâtiments remarquables et lieux de mémoire
- No 56 : maison dont la cave est inscrite au titre des monuments historiques en 1925[9].
- No 58 : Le piéton de Paris, librairie spécialisée dans les ouvrages concernant la ville de Paris.
- No 62 et 2, rue des Barres : l'actuel restaurant Chez Julien réunit deux commerces voisins au rez-de-chaussée d'un immeuble datant du premier quart du XIXe siècle : l'ancienne auberge Au pigeon blanc conserve sa grille en fonte datant de 1820 ; à l'angle de la rue du Pont-Louis-Philippe, une ancienne boulangerie présente un décor de panneaux fixés sous verre réalisés vers 1900 par l'atelier Gilbert, avec des médaillons montrant un moulin, des moissonneurs et des gerbes de blé. Le plafond peint, à l'intérieur, montre un ciel avec envol d'oiseaux. La devanture fait l'objet d'une inscription au titre des monuments historiques depuis le 29 mars 1928, cette protection a été remplacée le 23 mai 1984 par une inscription de la devanture et du décor intérieur au titre des monuments historiques et d'une label « patrimoine du XXe siècle »[10].

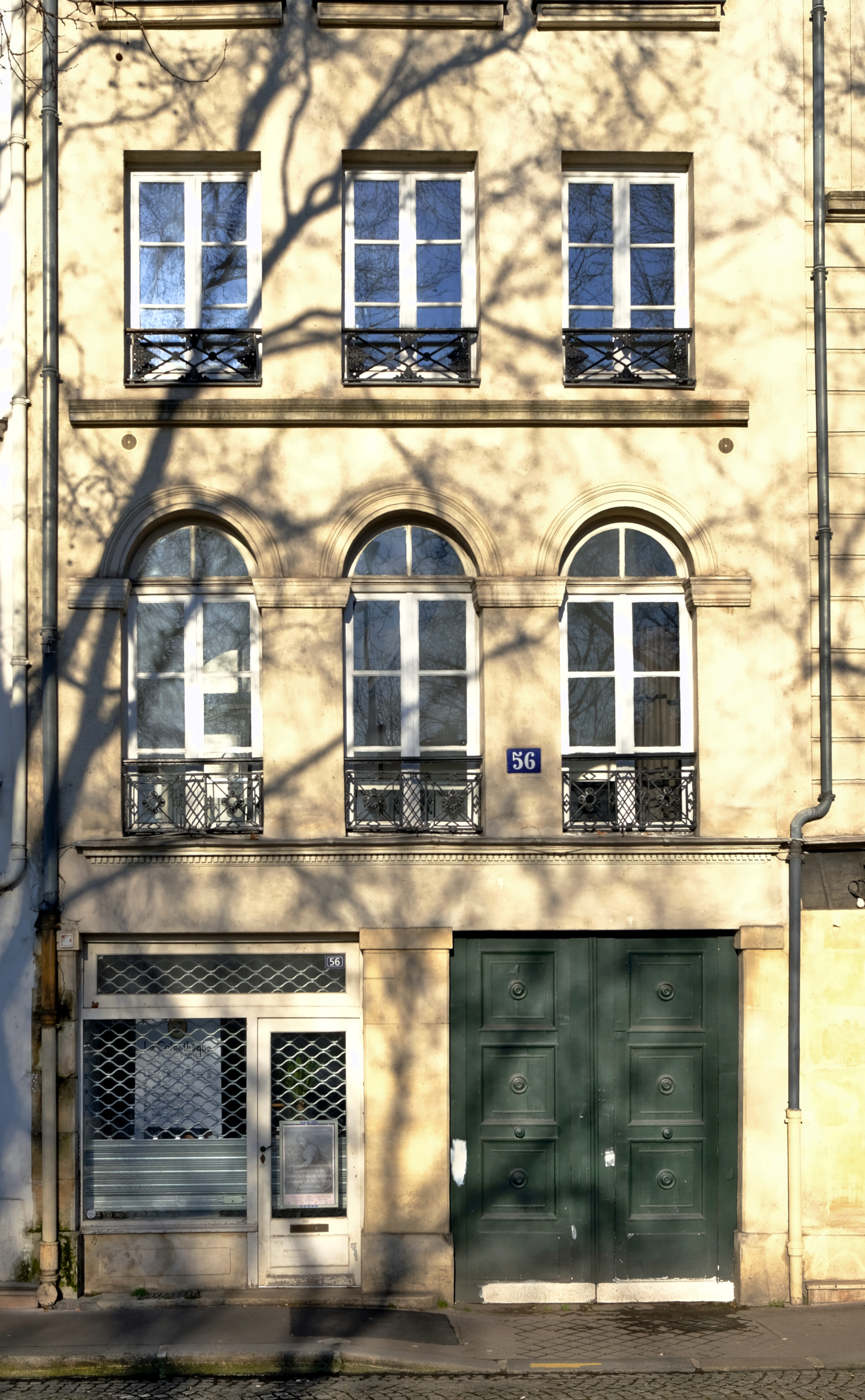
No 56, maison dont la cave est inscrite au titre des monuments historiques.
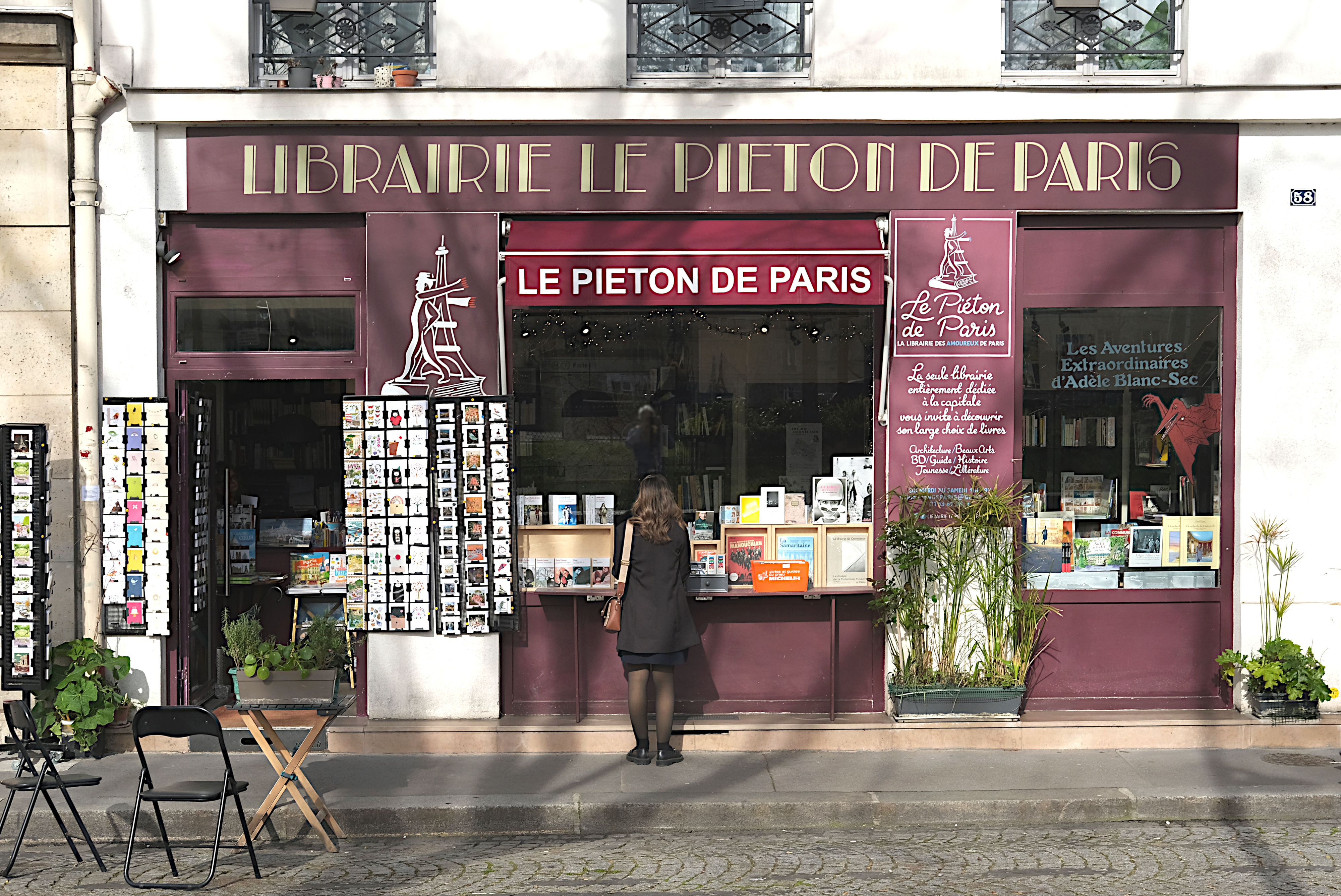
No 58, librairie Le piéton de Paris.
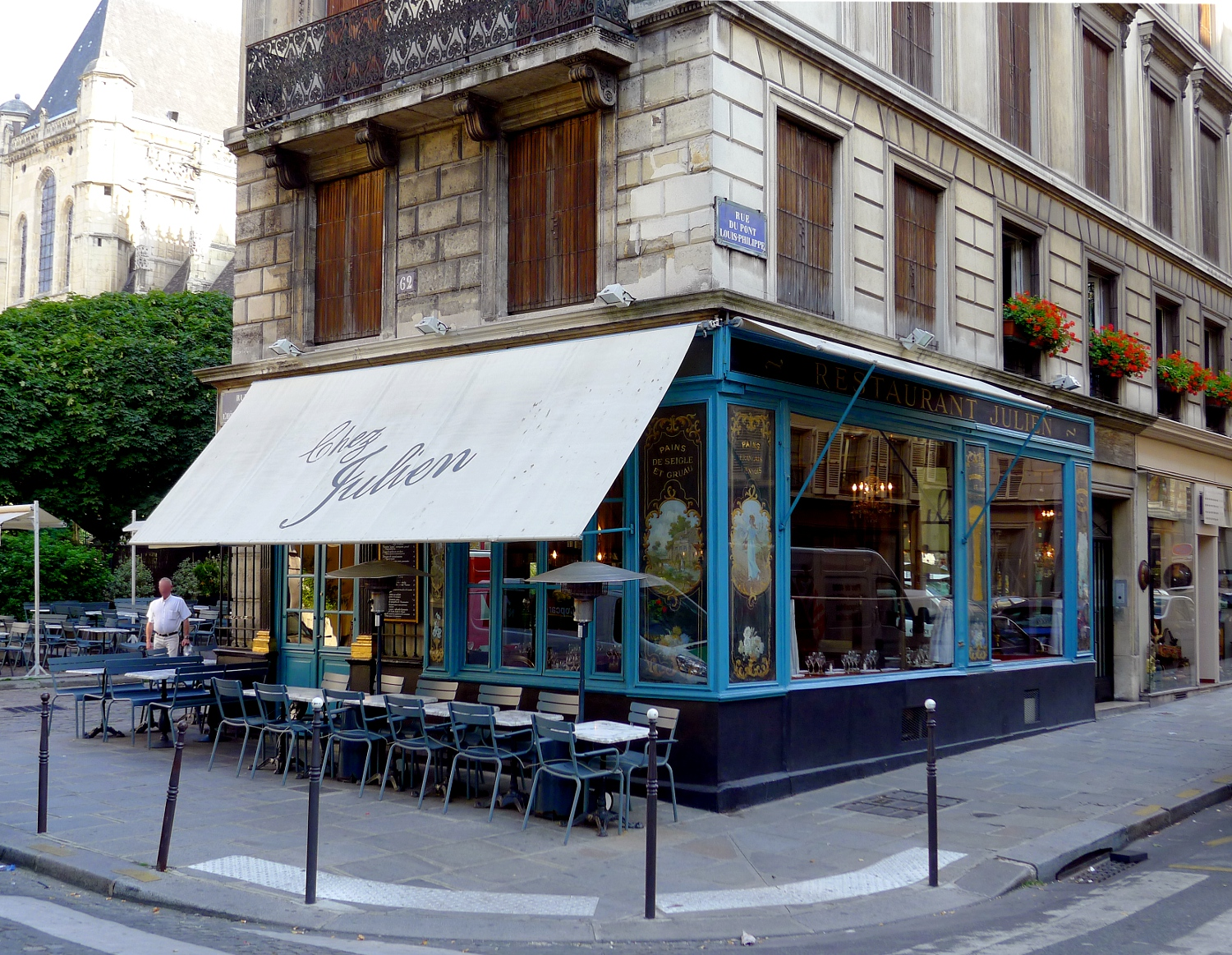
No 62, Chez Julien.

- No 80 : immeuble du XVIIIe siècle dont le mur est comprend un fronton et un cadran solaire provenant du 4, rue du Marché-des-Blancs-Manteaux ; inscrit au titre des monuments historiques en 1956[11].

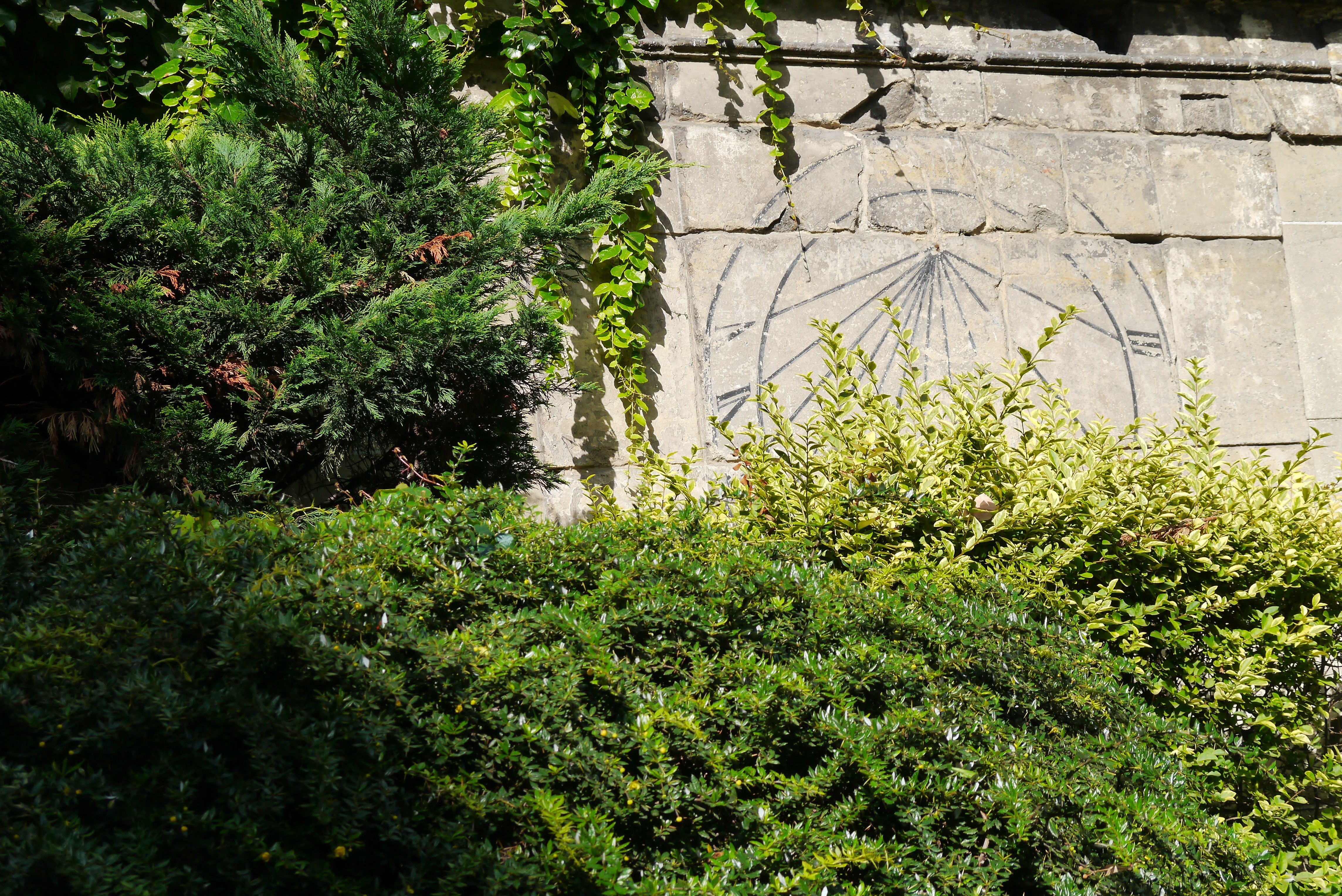
No 80, cadran solaire.

- No 103 : voie étroite vers le quai de l'Hôtel-de-Ville ; ce passage ne porte pas de nom.

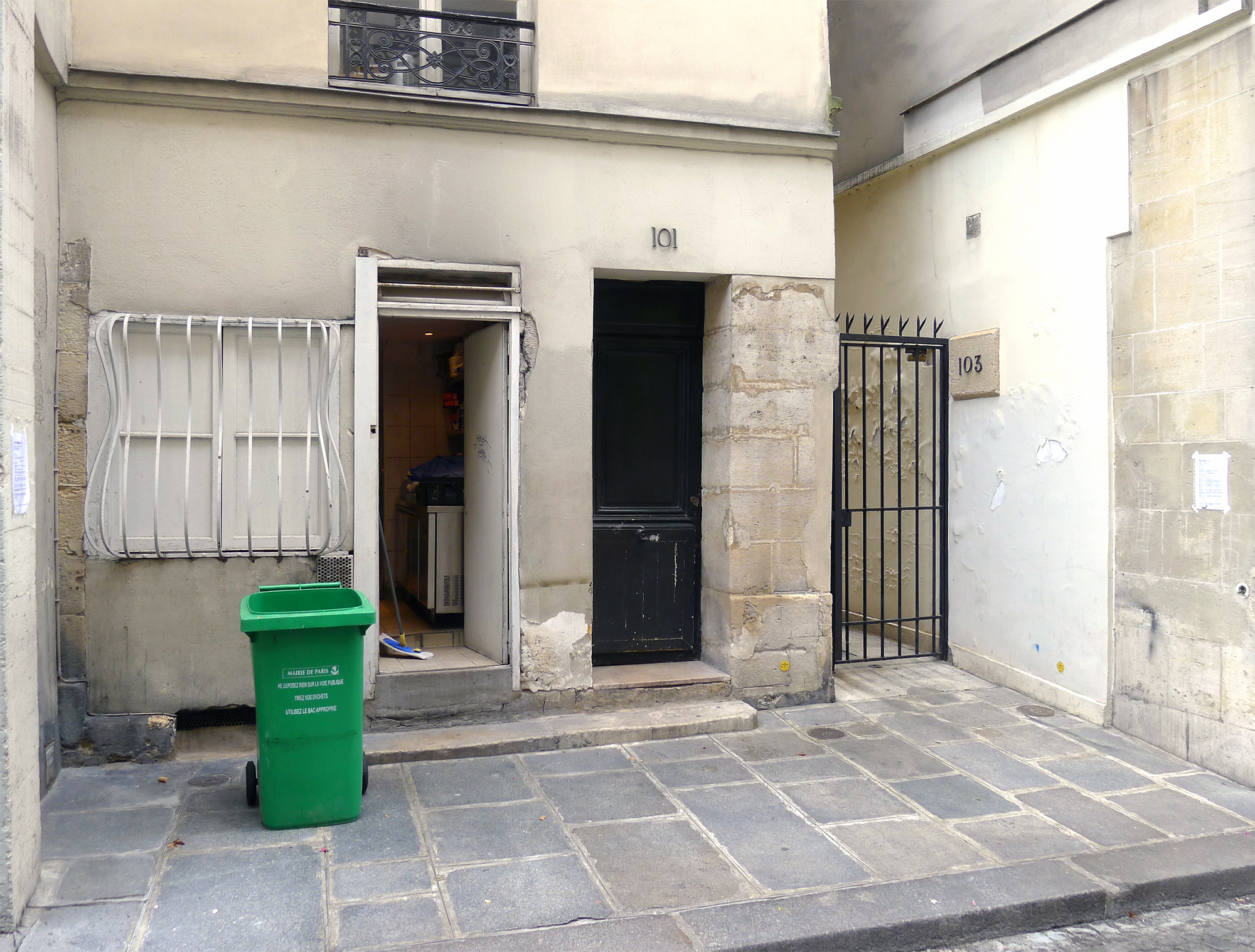
Entrée du passage.
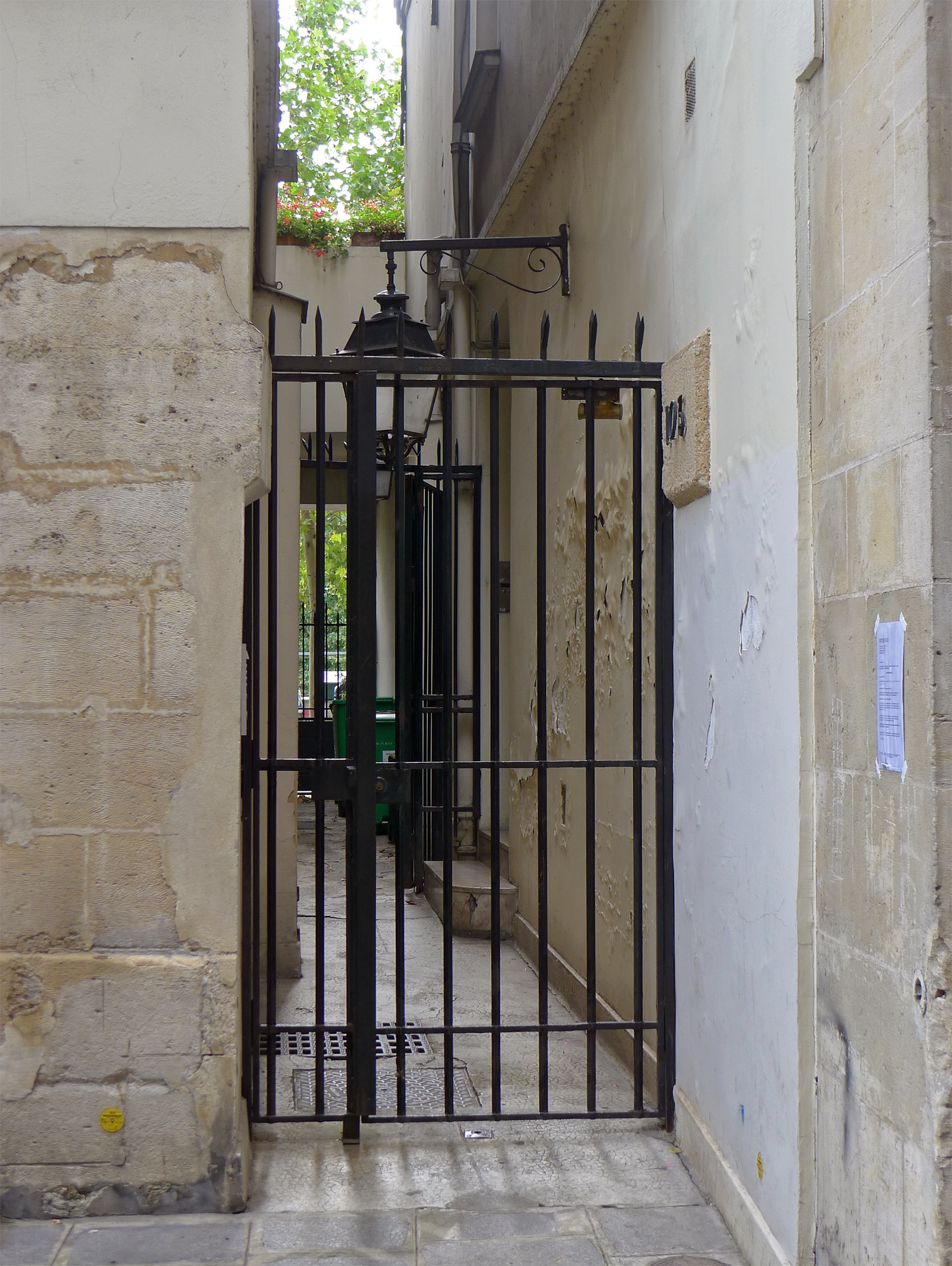
Le passage.

Autres lieux particuliers
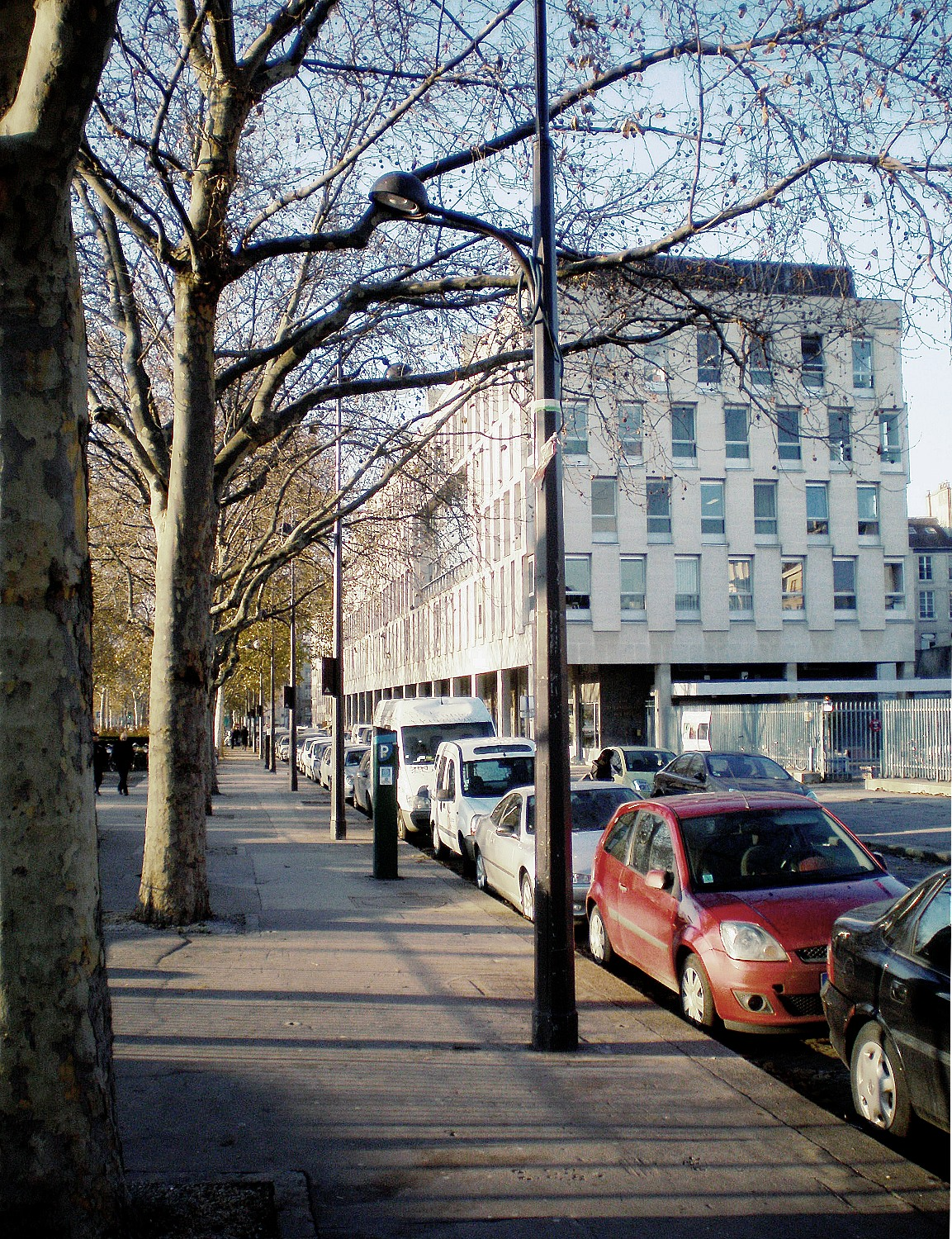
Cité internationale des arts, rue de l'Hôtel-de-Ville, en 2010.
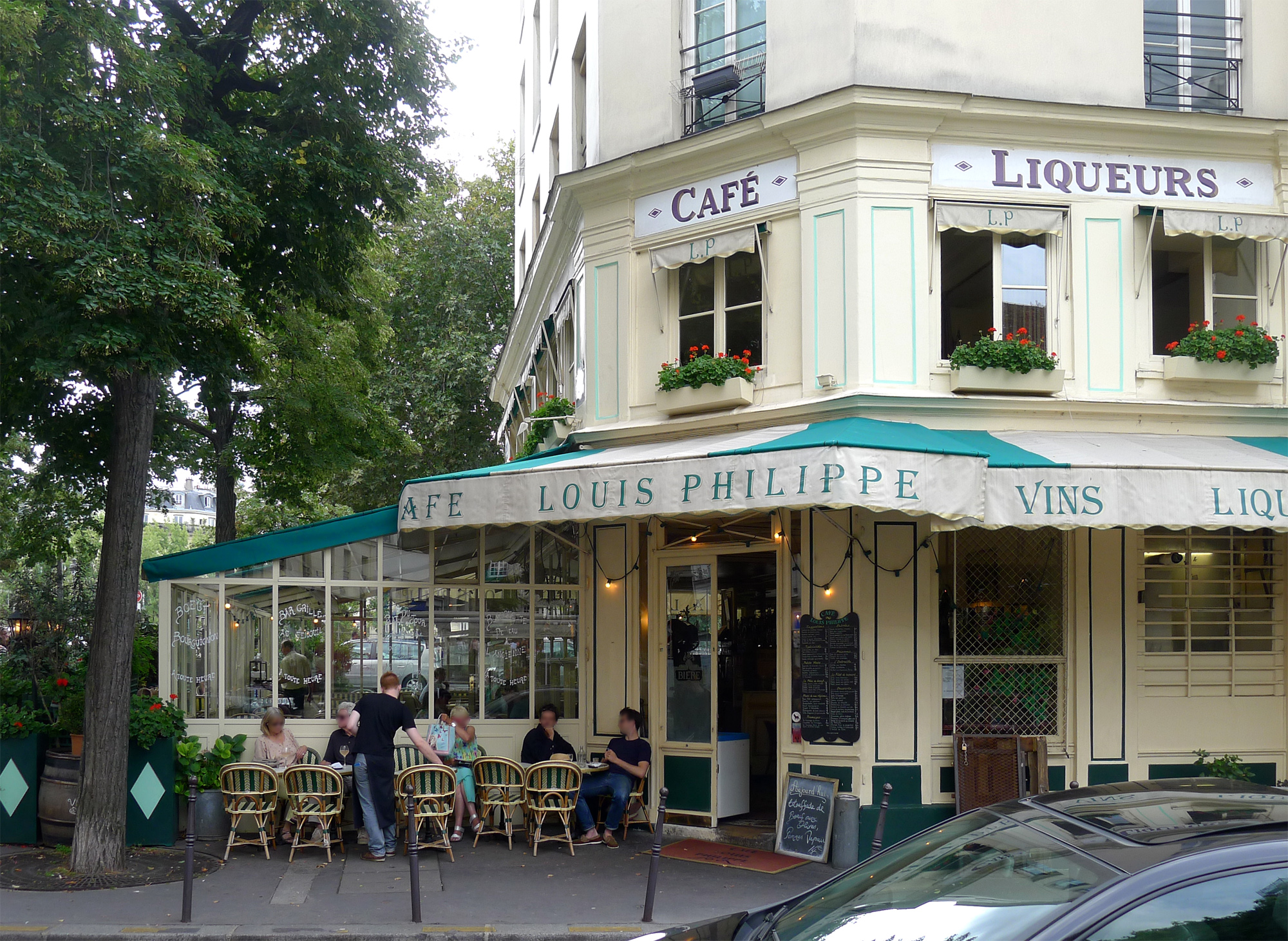
Café Louis-Philippe.